# サイード・アル＝ムルジャーン
サイード・アル＝ムルジャーン（アラビア語: سعيد المرجان、Saeed Al MurjanまたはSaeed Morjan、Said Murjan、1990年2月10日- ）は、ヨルダンのプロサッカー選手。クウェート・プレミアリーグのカーズマSC所属のMF。サッカーヨルダン代表、元U-23同代表、元U-20同代表。
英語などでは、定冠詞のアルを省き、Saeed Murjan（سعيد مرجان）と表記されることがある。日本語では「サイード・ムルジャン」または「サイード・アル・ムルジャン」とも表記される。

## 来歴

### クラブ
アル・アラビ（イルビド）から、2013年7月にクウェートのカーズマSCへ移籍した。

### 代表
各世代で代表に選出されている。
フル代表初選出は2008年。代表では、2014 FIFAワールドカップ・アジア5次予選対ウズベキスタン第2戦（アウェー）で値千金の同点ゴールを決めている。
AFCアジアカップ2015出場。